# Lista över svenska försvarsområden
Detta är en lista över svenska försvarsområden. Det svenska försvarsområdet, vanligtvis förkortat Fo, var tidigare ett militärterritoriellt område på regional nivå för den svenska Försvarsmakten. Chefen, försvarsområdesbefälhavaren, var vanligtvis chef över de lokala försvarsenheterna som, infanteriet, ingenjörstrupperna, luftvärnet och det lätta artilleriet samt hemvärnet i området. Försvarsområdena var delar av de större militärområdena.

## Fo 1–
- Fo 11
  - Malmö försvarsområde (1942–1997)
- Fo 12
  - Ystads försvarsområde (1942–1947)
- Fo 13
  - Helsingborgs försvarsområde (1942–1947)
- Fo 14
  - Kristianstads försvarsområde (1942–1997)
  - Skånes försvarsområde (1998–2000)
- Fo 15
  - Blekinge försvarsområde (1942–1947)
  - Karlskrona försvarsområde (1947–2000)
- Fo 16
  - Växjö försvarsområde (1942–1974)
  - Kronobergs försvarsområde (1974–1997)
- Fo 17
  - Jönköpings försvarsområde (1942–1947)
  - Jönköpings försvarsområde (1974–1997)
  - Smålands försvarsområde (1998–2000)
- Fo 18
  - Kalmar försvarsområde (1942–1994)
  - Kalmar regemente (nya) (1994–1997)

## Fo 2–
- Fo 21
  - Gävle försvarsområde (1942–1966)
  - Gävleborgs försvarsområde (1982–1997)
- Fo 22
  - Östersunds försvarsområde (1942–1974)
  - Jämtlands försvarsområde (1974–1997)
- Fo 23
  - Härnösands försvarsområde (1942–1974)
  - Västernorrlands försvarsområde (1974–1997)
  - Västernorrlands och Jämtlands försvarsområde (1998–2000)
- Fo 24
  - Hemsö försvarsområde (1942–1957)
- Fo 25
  - Sundsvalls försvarsområde (1947–1955)

## Fo 3–
- Fo 31
  - Halmstads försvarsområde (1942–1958)
  - Hallands försvarsområde (1958–2000)
- Fo 32
  - Göteborgs försvarsområde (1942–1958)
  - Göteborgs och Bohus försvarsområde (1958–1980)
  - Västra Götalands försvarsområde (1981–2000)
- Fo 33
  - Göteborgs skärgårds försvarsområde (1942–1958)
- Fo 34
  - Uddevalla försvarsområde (1942–1958)
  - Älvsborgs försvarsområde (1958–1997)
- Fo 35
  - Skövde försvarsområde (1942–1974)
  - Skaraborgs försvarsområde (1974–1997)

## Fo 4–
- Fo 41
  - Linköpings försvarsområde (1942–1975)
  - Östergötlands försvarsområde (1975–1997)
- Fo 42
  - Norrköpings försvarsområde (1942–1953)
- Fo 42
  - Gotlands försvarsområde (1983–2000)
- Fo 43
  - Strängnäs försvarsområde (1942–1973)
  - Södermanlands försvarsområde (1973–1997)
  - Södermanlands och Östergötlands försvarsområde (1998–2000)
- Fo 44
  - Stockholms försvarsområde (1942–2000)
- Fo 45
  - Norrtälje försvarsområde (1942–1947)
- Fo 46
  - Stockholms skärgårds försvarsområde (1942–1947)
  - Vaxholms försvarsområde (1947–1975)
- Fo 47
  - Uppsala försvarsområde (1942–1997)
  - Uppsala och Västmanlands försvarsområde (1998–2000)
- Fo 48
  - Västerås försvarsområde (1947–1974)
  - Västmanlands försvarsområde (1974–1994)
  - Västmanlands regemente (nya) (1994–1997)
- Fo 49
  - Gävle försvarsområde (1966–1973)
  - Gävleborgs försvarsområde (1973–1982)

## Fo 5–
- Fo 51
  - Örebro försvarsområde (1942–2000)
- Fo 52
  - Karlstads försvarsområde (1942–1973)
  - Värmlands försvarsområde (1973–2000)
- Fo 53
  - Falu försvarsområde (1942–1973)
  - Kopparbergs försvarsområde (1973–1997)
  - Dalarna och Gävleborgs försvarsområde (1998–2000)
- Fo 54
  - Mora försvarsområde (1942–1953)

## Fo 6–
- Fo 61
  - Umeå försvarsområde (1942–1973)
  - Västerbottens försvarsområde (1973–2000)
- Fo 62
  - Storumans försvarsområde (1942–1966)
- Fo 63
  - Bodens försvarsområde (1942–1997)
  - Norrbottens försvarsområde (1998–2000)
- Fo 64
  - Luleå försvarsområde (1942–1947)
- Fo 65
  - Jokkmokks försvarsområde (1942–1975)
- Fo 66
  - Kiruna försvarsområde (1942–1997)
- Fo 67
  - Morjärvs försvarsområde (1942–1947)
  - Kalix försvarsområde (1947–1997)